# Tom C. Rye

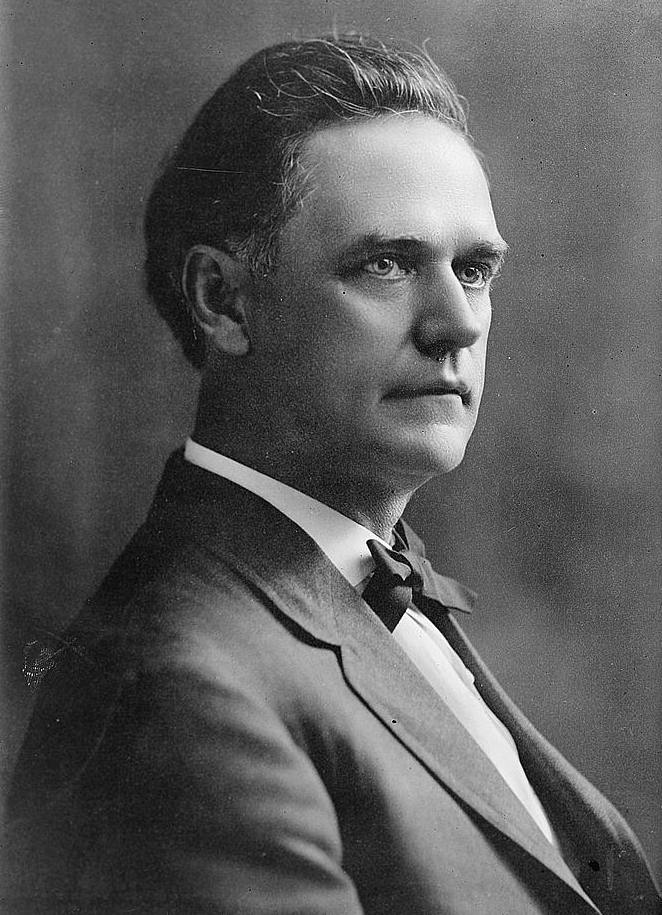
Thomas C. Rye

Thomas Clarke Rye (* 2. Juni 1863 in Camden, Tennessee; † 12. September 1953) war ein US-amerikanischer Politiker und 36. Gouverneur von Tennessee.

## Frühe Jahre und politischer Aufstieg
Der junge Thomas Rye wuchs auf der Farm seines Vaters im Benton County auf und besuchte die öffentlichen Schulen in diesem Bezirk. Anschließend studierte er in Charlotte North Carolina Jura. Nach seinem erfolgreichen Abschluss kehrte er 1884 nach Camden zurück, wo er sich als Anwalt betätigte. In Camden war er drei Jahre lang am Kanzleigericht beschäftigt, ehe er für die nächsten vier Jahre Abteilungsleiter der Rentenverwaltung in Washington, D.C. wurde. 1897 zog er nach Paris in Tennessee, wo er wieder als Anwalt praktizierte. 1908 wurde er Bezirksstaatsanwalt für den 13. Gerichtsbezirk des Landes. Diese Position behielt er bis 1914.

## Gouverneur von Tennessee
Im Jahr 1914 wurde Rye von der Demokratischen Partei für das Amt des Gouverneurs nominiert. Da er sich in den vergangenen Jahren aus dem parteiinternen Streit um die Prohibition und die Politik von Exgouverneur Malcolm R. Patterson herausgehalten hatte, war er für alle Demokraten ein tragbarer Kandidat. Viele demokratische Wähler, die in den beiden vorhergegangenen Wahlen aus Verärgerung über den Zwist in der Partei die Republikaner gewählt hatten, kehrten nun zu den Demokraten zurück und wählten Rye mit einem Vorsprung von über 20.000 Stimmen zum Gouverneur. Damit wurde eine dritte Wahl seines Vorgängers Ben W. Hooper verhindert. Rye setzte sich für die Prohibition ein und wurde darin von Patterson unterstützt, der sich von einem entschiedenen Gegner der Prohibition nun zu einem Befürworter derselben gewandelt hatte. Als Gouverneur setzte sich Rye für eine konsequentere Durchsetzung der Gesetze ein. Er gab den Gerichten per Gesetz größere Vollmachten, wozu auch ein Passus gehörte, der die Entlassung korrupter Beamter erleichterte. Er nahm die städtischen Verwaltungen in die Verantwortung für die Durchführung der bestehenden Gesetze. Das 1915 erlassene Ouster-Law Gesetz erlaubte es, Beamte zu suspendieren, die sich weigerten, die Gesetze des Landes auszuführen. Dieses Gesetz war vor allem gegen den mächtigen und einflussreichen Bürgermeister von Memphis Edward Crump (1874–1954) gerichtet, der sich weigerte, das Prohibitionsgesetz in Memphis in Kraft zu setzen. Zwar gelang es Rye den Bürgermeister aus seinem Amt zu verdrängen, hinter den Kulissen aber blieb Crump ein einflussreicher Politiker, der mit seiner politischen Maschinerie in den folgenden Jahrzehnten bis zum Ende der 1940er Jahre nicht nur in Tennessee, sondern in den ganzen Vereinigten Staaten großen Einfluss ausüben sollte. Gouverneur Rye rief auch ein Verkehrsministerium ins Leben (State Highway Department). In diesem Zusammenhang wurde die Registrierung von Autos und Lastwagen, ebenso wie eine Straßensteuer, in Tennessee eingeführt. Auch die Finanzverwaltung und das Bildungswesen wurden reformiert. In seine zweite Amtszeit fiel der Kriegseintritt der USA in den Ersten Weltkrieg. Etwa 80.000 Männer aus Tennessee wurden zu den Waffen gerufen. Für Tennessee hatte der Krieg auch eine gute Seite. Bedingt durch die militärischen Anforderungen nach Rüstungsgütern fanden tausende von Arbeitern neue Arbeitsplätze in teilweise neu errichteten Rüstungsbetrieben. Als Folge erlebte Tennessee einen bedeutenden Wirtschaftsaufschwung. Am Ende seiner zweiten und letzten Amtszeit wurde in den USA der 18. Verfassungszusatz verabschiedet, der die Prohibition auf Bundesebene einführte. Damit sah sich Rye mit seiner Politik in dieser Hinsicht bestätigt. Allerdings bewährte sich das Gesetz in der Praxis nicht. Durch Alkoholschmuggel erlebte das organisierte Verbrechen in den 1920er Jahren einen enormen Aufschwung. Als Resultat wurde der 18. Verfassungszusatz 1933 wieder außer Kraft gesetzt.

## Lebensabend und Tod
Nach dem Ausscheiden aus dem Amt des Gouverneurs nahm Rye wieder seine Anwaltstätigkeit in Paris auf. Später wurde er Kanzler des 8. Kanzleigerichts von Tennessee (8th Chancery Court of Tennessee). Rey starb 1953 im Alter von 90 Jahren.
Er war mit Bettie Arnold verheiratet, mit der er zwei Kinder hatte.